# أوبرريكسينغن
اوبرريكسينغن (بالألمانية: Oberriexingen) هي مدينة وبلدة ألمانية تقع في ألمانيا في لودفيغسبورغ. يقدر عدد سكانها بـ 2,990 نسمة .

## المدن التوأمة
مدينة Ennery هي مدينة توأمة لـاوبرريكسينغن.

## أعلام
- غيرد غايزر